# Dīmītrios Tsiamīs
Dīmītrios Tsiamīs (in greco Δημήτριος Τσιάμης?; Karditsa, 12 gennaio 1982) è un triplista greco.

## Record nazionali
- Salto triplo: 17,55 m (+0,8 m/s) ( Salonicco, 18 giugno 2006)
- Salto triplo (indoor): 17,12 m ( Paiania, 18 febbraio 2006)

## Palmarès
| Anno | Manifestazione          | Sede              | Evento       | Risultato      | Prestazione | Note |
| ---- | ----------------------- | ----------------- | ------------ | -------------- | ----------- | ---- |
| 1999 | Mondiali allievi        | Bydgoszcz         | Salto triplo | 10º            | 14,57 m     |      |
| 2000 | Mondiali juniores       | Santiago del Cile | Salto triplo | 14º (q)        | 15,58 m     |      |
| 2001 | Europei juniores        | Grosseto          | Salto triplo | 7º             | 15,58 m     |      |
| 2006 | Mondiali indoor         | Mosca             | Salto triplo | 8º             | 16,94 m     |      |
| 2007 | Mondiali                | Osaka             | Salto triplo | 12º            | 16,59 m     |      |
| 2008 | Giochi olimpici         | Pechino           | Salto triplo | 23º (q)        | 16,65 m     |      |
| 2009 | Europei a squadre       | Leiria            | Salto triplo | 6º             | 16,47 m     |      |
| 2009 | Giochi del Mediterraneo | Pescara           | Salto triplo | Argento        | 16,98 m     |      |
| 2009 | Mondiali                | Berlino           | Salto triplo | 33º (q)        | 16,23 m     |      |
| 2010 | Europei a squadre       | Bergen            | Salto triplo | 7º             | 16,22 m     |      |
| 2010 | Mondiali indoor         | Doha              | Salto triplo | 11º (q)        | 16,53 m     |      |
| 2010 | Europei                 | Barcellona        | Salto triplo | 13º            | 16,31 m     |      |
| 2011 | Europei indoor          | Parigi            | Salto triplo | 14º (q)        | 16,30 m     |      |
| 2012 | Europei                 | Helsinki          | Salto triplo | 9º             | 16,52 m     |      |
| 2013 | Europei indoor          | Göteborg          | Salto triplo | 16º (q)        | 16,28 m     |      |
| 2013 | Europei a squadre       | Gateshead         | Salto triplo | 4º             | 16,30 m     |      |
| 2013 | Giochi del Mediterraneo | Mersin            | Salto triplo | Argento        | 17,00 m     |      |
| 2013 | Mondiali                | Mosca             | Salto triplo | 10º            | 16,66 m     |      |
| 2014 | Europei a squadre       | Tallinn           | Salto triplo | Bronzo         | 16,20 m     |      |
| 2014 | Europei                 | Zurigo            | Salto triplo | 10º            | 16,39 m     |      |
| 2015 | Europei a squadre       | Candia            | Salto triplo | Argento        | 16,14 m     |      |
| 2016 | Europei                 | Amsterdam         | Salto triplo | 22º (q)        | 16,16 m     |      |
| 2017 | Europei a squadre       | Lilla             | Salto triplo | 5º             | 16,55 m     |      |
| 2017 | Mondiali                | Londra            | Salto triplo | 28º (q)        | 16,06 m     |      |
| 2018 | Europei                 | Berlino           | Salto triplo | Bronzo         | 16,78 m     |      |
| 2021 | Europei indoor          | Toruń             | Salto triplo | 7º             | 16,40 m     |      |
| 2021 | Giochi olimpici         | Tokyo             | Salto triplo | Qualificazione | nm          |      |
| 2022 | Europei                 | Monaco            | Salto triplo | 15º (q)        | 15,99 m     |      |
| 2023 | Europei indoor          | Istanbul          | Salto triplo | 7º             | 16,39 m     |      |
| 2023 | Mondiali                | Budapest          | Salto triplo | 23º (q)        | 16,22 m     |      |
| 2024 | Mondiali indoor         | Glasgow           | Salto triplo | 14º            | 15,95 m     |      |
| 2024 | Europei                 | Roma              | Salto triplo | 15º (q)        | 16,33 m     |      |
| 2025 | Europei indoor          | Apeldoorn         | Salto triplo | 13ª (q)        | 15,86 m     |      |

## Altre competizioni internazionali
2006
- Oro in Coppa Europa ( Salonicco) - 17,55 m

2007
- 4º in Coppa Europa ( Monaco di Baviera) - 16,99 m

2008
- 5º in Coppa Europa ( Annecy) - 16,71 m

2023
- Bronzo ai Campionati europei a squadre di atletica leggera ( Chorzów), salto triplo - 16,38 m